# أونلي أب
فقط حتى! هي لعبة منصة تم تطويرها بواسطة SCKR Games. تم إصدارها على Steam في 24 مايو 2023، ولكن تم إزالتها نهائيًا بعد الجدل حول استخدام أصول محمية بحقوق الطبع والنشر.
تمت الإشادة بلعبة Only Up! بسبب صعوبتها، ولكن تم انتقادها بسبب رسوماتها وتصميم مستوياتها. وقد تمت مقارنتها بألعاب التسلق الصعبة مثل Getting Over It with Bennett Foddy و Jump King. أصبحت لعبة Only Up! واحدة من أكثر الألعاب شعبية على Twitch و Kick بعد فترة وجيزة من إصدارها.

## طريقة اللعب
تبدأ اللعبة في مكان خردة، حيث يجب على الشخصية الرئيسية، جاكي، الجري والتسلق والقفز والتجاوز عبر سلسلة من الأشياء والمنصات المتنوعة. حول الخريطة، توجد أسرة يمكن للاعب استخدامها كعزف لتخطي أجزاء كبيرة من مسار العقبات. يمكن للاعب إبطاء الوقت للتحكم في حركات الشخصية. لا توجد نقاط تفتيش على مدار اللعبة بأكملها، مما يعني أن اللاعب لا يمكنه حفظ تقدمه.

## الاصدار

### الإزالة من ستيم
تمت إزالة لعبة Only Up! من Steam في 30 يونيو 2023، بعد العثور على العديد من انتهاكات حقوق الطبع والنشر المرتبطة بأصول اللعبة. كان أحد انتهاكات حقوق الطبع والنشر نموذجًا ثلاثي الأبعاد لفتاة عملاقة، من صنع الفنان Aboulicious، بعنوان "Blanket In The Wind". كان النموذج مرخصًا غير تجاريًا ومنشأه من Sketchfab، وهو موقع ويب للنمذجة ثلاثية الأبعاد. كما تم العثور على وسائط أخرى محمية بحقوق الطبع والنشر في اللعبة، بما في ذلك المؤثرات الصوتية من Final Fantasy VII و Minecraft.

## أنظر أيضا
- التغلب على الأمر مع بينيت فودي

## روابط خارجية
- فقط حتى! على موبي جيمز
- رسالة SCKR Games بشأن الإزالة الدائمة للعبة